# Lawrence Joseph Shehan
Lawrence Joseph Shehan (18 de março de 1898 – 26 de agosto de 1984) foi um prelado católico americano que serviu como arcebispo de Baltimore de 1961 a 1974. Ele foi feito cardeal em 1965.

## Vida
Lawrence Shehan estudou na Saint Charles College em Ellicott City, Maryland, em Santa Maria do Seminário em Baltimore e na Pontifícia Athaneum "De Propaganda Fide" em Roma a assuntos filosofia e teologia católica. Ele recebeu em 23 de dezembro de 1922, o sacramento de Ordens Sagradas, e depois trabalhou como capelão em diversas comunidades da Diocese de Baltimore e Washington, DC Ele também serviu 1929-1936 vice-diretor e 1936-1945 diretor do Catholic Charities EUA. papa Pio XII. nomeou-o bispo titular de Lydda e bispo sufragâneo em Baltimore em 1945 . A ordenação episcopal foi recebida por Lawrence Shehan em 12 de dezembro de 1945 pelo Delegado Apostólico nos Estados Unidos, Dom Amleto Giovanni Cicognani ; Os co- consagradores foram Peter Leo Ireton , Bispo de Richmond , e John Michael McNamara , Bispo Auxiliar em Baltimore e Washington .
Em 1953, Lawrence Shehan tornou-se o primeiro bispo de Bridgeport . Em 10 de julho de 1961, o Papa João XXIII o nomeou . o arcebispo titular de Nicopolis ad Nestum e Koadjutorerzbischof da Arquidiocese de Baltimore. Lawrence Shehan tornou-se arcebispo de Baltimore em 8 de dezembro do mesmo ano. Ele participou nos anos de 1962 a 1965 no Concílio Vaticano II . Papa Paulo VI. levou-o em 22 de fevereiro de 1965 como padre cardeal com a igreja titular de San Clemente no Colégio dos Cardeaise transferiu para ele o cargo de presidente do Comitê Central de Congressos Eucarísticos Internacionais. O arcebispado de Baltimore renunciou Lawrence Cardeal Shehan em 2 de abril de 1974 por razões de idade. Ele morreu em 26 de agosto de 1984 em Baltimore e foi enterrado na Catedral de Mary Queen .